# 基因传：众生之源
《基因传：众生之源》是印度裔美国肿瘤学家辛達塔·穆克吉创作的一部关于遗传学的书，2016年由美国斯克里布纳之子出版公司出版，描述了基因和遗传研究的历史并记录了作者家族的个人基因史，获当年的英国皇家学会科学图书奖提名和巴美列·捷福獎提名。